# Culex pajoti
Culex pajoti är en tvåvingeart som beskrevs av Cunha Ramos och Ribeiro 1981. Culex pajoti ingår i släktet Culex och familjen stickmyggor.
Artens utbredningsområde är Angola. Inga underarter finns listade i Catalogue of Life.